# Comendadoras de Santiago

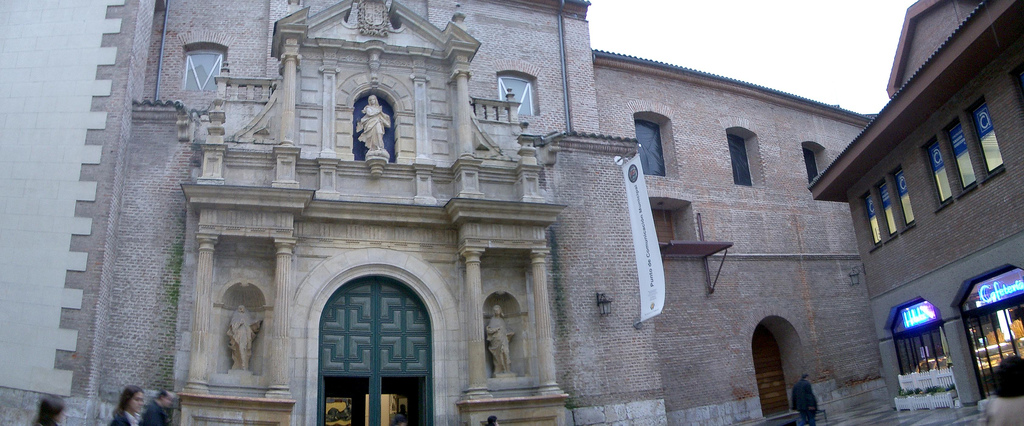
Fachada de la iglesia de Las Francesas en la calle Santiago de Valladolid, antiguo convento de las Comendadoras de Santa Cruz, y actualmente sala de exposiciones.

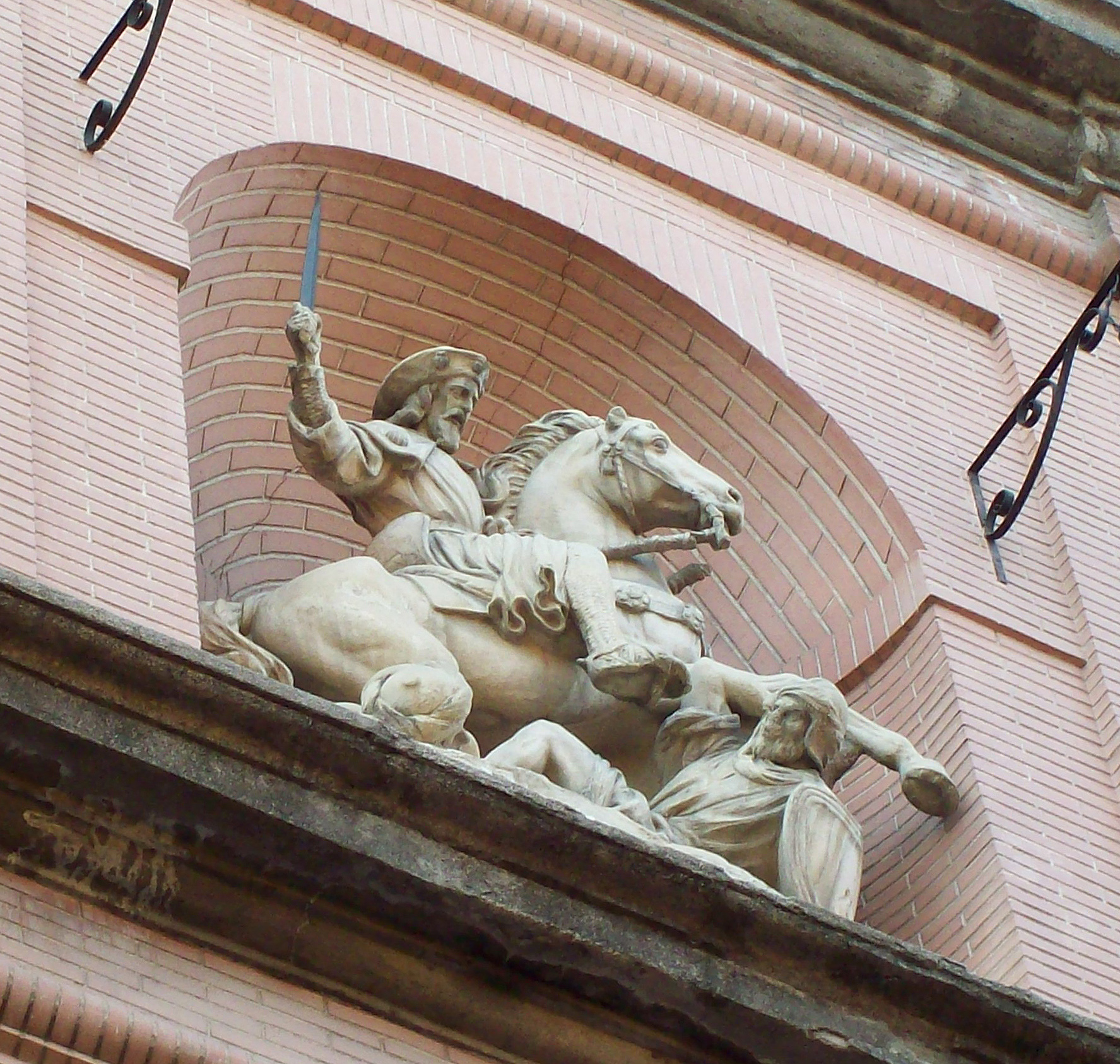
Santiago Matamoros en la fachada del convento de las Comendadoras de Madrid.

Comendadoras de Santiago, monjas comendadoras, madres comendadoras o santiaguistas son los nombres con los que se conoce a una orden religiosa femenina vinculada a la orden militar española de los Caballeros de Santiago. Sigue la regla de san Agustín. El término comendadoras hace referencia a la función jurisdiccional del comendador y al territorio sobre el que la encomienda se ejerce, en cierto modo similar al señorío, especialmente al señorío eclesiástico o abadengo.
El primer monasterio de comendadoras fue el Monasterio de Santa Eufemia de Cozuelos, La Ojeda (Olmos de Ojeda, Palencia), fundado por Alfonso VIII de Castilla en 1186 y que subsistió hasta 1502. Del mismo se conserva actualmente la iglesia.
Los monasterios santiaguistas femeninos que subsisten en la actualidad (habitualmente también denominados conventos) son:
- El de Toledo (inicialmente el convento de la Santa Fe[1] y desde 1935 el monasterio de Santiago Apóstol, que ocupa el Claustro de la Mona, que fue parte del Monasterio de Santo Domingo el Real).
- El de Granada (monasterio de la Madre de Dios, edificio reedificado por Francesco Sabatini en 1773).
- El de Madrid (monasterio de Santiago el Mayor, en la Plaza de las Comendadoras, fundado en 1584 pero sin actividad hasta 1650 en que se trasladaron a él un grupo de religiosas del convento de Santa Cruz de Valladolid,[2] al interpretar en ese sentido una visión de la Beata María Ana de Jesús).[3] El edificio del templo fue construido por Manuel del Olmo y José del Olmo entre 1667 y 1685; la sacristía, de planta elíptica, entre 1745 y 1754 por Francisco Moradillo; el edificio actual del convento, por Sabatini en el siglo XVIII.[4][5]

## Otras "Comendadoras"

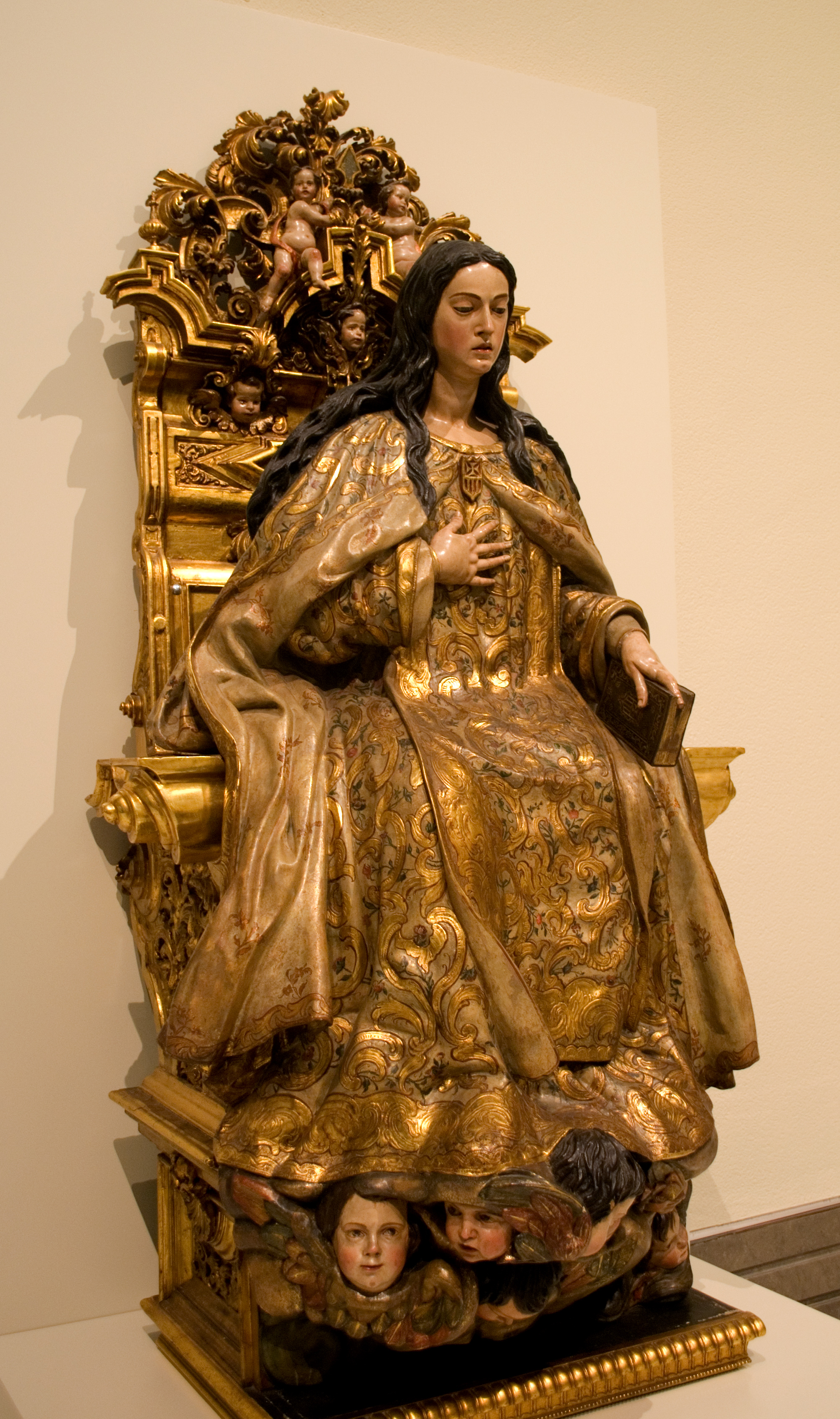
Virgen Comendadora del Convento de la Merced (1735), actualmente Museo de Bellas Artes de Sevilla.

También existen otras "comendadoras", nombre común para denominar a las órdenes femeninas vinculadas a cualquiera otra de las órdenes militares o redentoras de cautivos:
- Comendadoras calatravas, de la Orden de Calatrava. Iglesia de las Calatravas (Madrid).
- Comendadoras de Alcántara, de la Orden de Alcántara. Convento de las comendadoras de Brozas (provincia de Cáceres).[7]
- Comendadoras mercedarias, de la Orden de la Merced. Monasterio de la Asunción (Sevilla);[8] Convento de la Purísima Concepción (Toro);[9] Convento de las Mercedarias (Lorca) y los distintos conventos de la Merced.
- Comendadoras de Malta o sanjuanistas, de la Orden de San Juan de Jerusalén, también llamada "de Malta". Convento de las Comendadoras de San Juan de Jerusalén, de Zamora.[10]
- Comendadoras canonesas, de la Orden del Santo Sepulcro. Convento del Santo Sepulcro de Zaragoza.[11]
- Comendadoras del Sancti Spiritus, de la Orden del Espíritu Santo. Convento del Espíritu Santo (Sevilla), fundado en 1538, y convento de las comendadoras del Sancti Spiritus de Zubiurrutia (Puente la Reina), del siglo XIII,[12] etc.